# Sabine Kropp
Sabine Kropp (* 1964 in Bamberg) ist eine deutsche Politikwissenschaftlerin und seit 2013 Professorin an der Freien Universität Berlin.

## Leben
Nach dem Abitur 1983 in Bamberg studierte Kropp bis 1990 Politikwissenschaften, Slawistik, Neuere und Osteuropäische Geschichte an der Friedrich-Alexander-Universität Erlangen-Nürnberg und in Moskau. Von 1990 bis 2000 arbeitete sie als wissenschaftliche Mitarbeiterin beziehungsweise Assistentin am Institut für Politische Wissenschaften der Universität Erlangen-Nürnberg, wo sie 1994 promoviert und 2000 habilitiert wurde. Anschließend arbeitete sie 2000/2001 als Leiterin des Ministerbüros im Ministerium für Wohnungswesen, Städtebau und Verkehr des Landes Sachsen-Anhalt, der damalige Minister war Jürgen Heyer. 2001–2004 übernahm sie Lehrstuhlvertretungen an der Universität Erlangen-Nürnberg und der Universität Potsdam. 2004–2008 war sie Lehrstuhlinhaberin des Lehrstuhls für den Vergleich politischer Systeme und Politikfeldanalyse an der Heinrich-Heine-Universität Düsseldorf. Von 2008 bis 2013 war sie Inhaberin des Lehrstuhls Politikwissenschaft an der Deutschen Universität für Verwaltungswissenschaften Speyer. 2013 nahm sie den Ruf der Freien Universität Berlin auf die Professur Politisches System der Bundesrepublik Deutschland an.
Sabine Kropp war von 2006 bis 2010 Geschäftsführende Direktorin der Zeitschrift Politische Vierteljahresschrift (PVS).
Kropp ist mit dem Politikwissenschaftler Everhard Holtmann verheiratet.